# Konopnica (rejon pustomycki)
Konopnica (ukr. Конопниця) – wieś na Ukrainie w rejonie pustomyckim obwodu lwowskiego.

## Zmarli
- Iwan Hereh

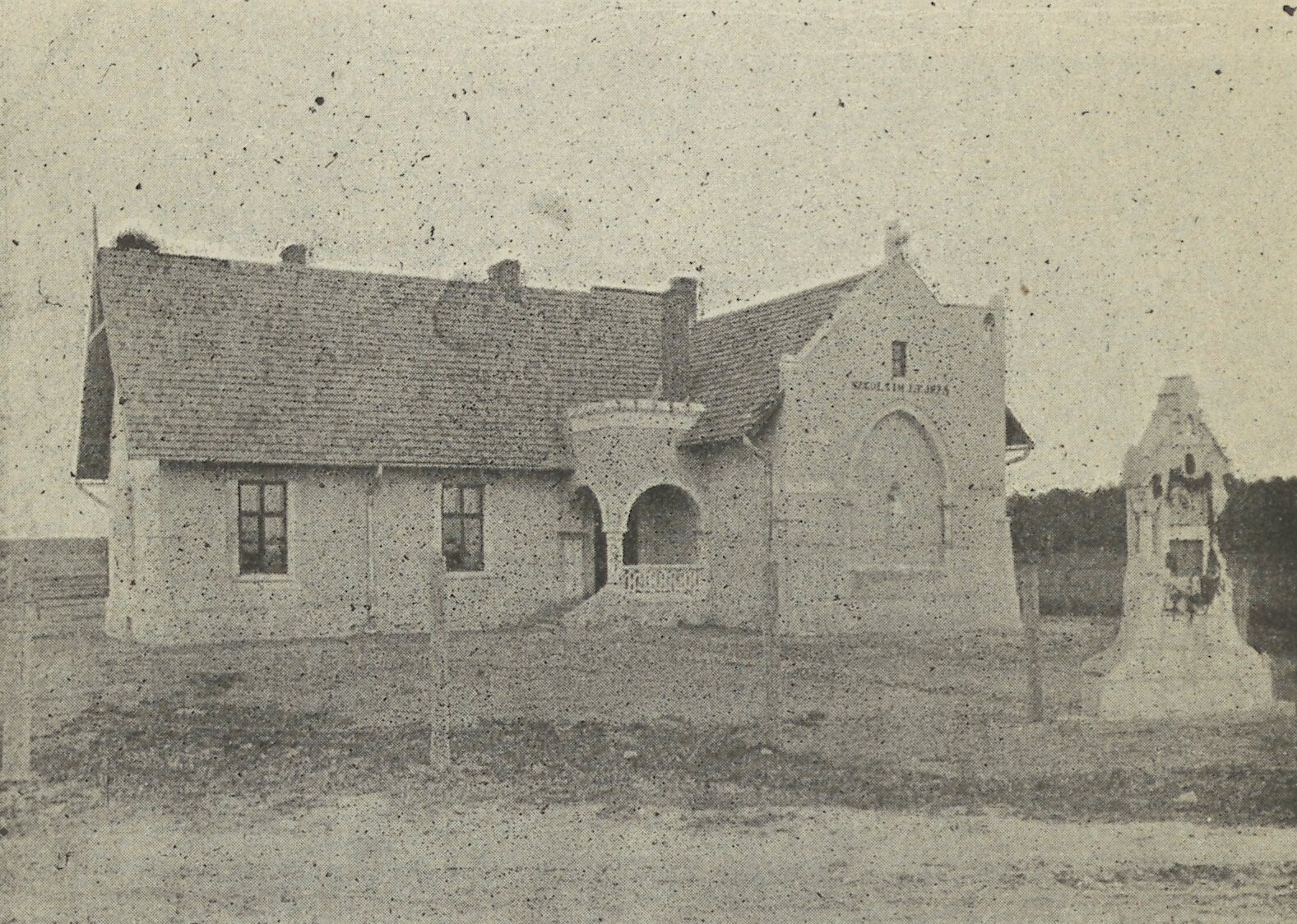
Szkoła ludowa w Konopnicy (przed 1911)